# Krucifix (Kameničky)
Pískovcový krucifix od neznámého autora se nalézá v mírném svahu před vstupem do areálu kostela Nejsvětější Trojice v obci Kameničky v okrese Chrudim. Krucifix je od 3. května 2000 chráněn jako nemovitá kulturní památka ČR.

## Historie
Pískovcový krucifix z roku 1779 tvořil společně se sochou svatého Floriana z roku 1779 a sochou svatého Jana Nepomuckého z roku 1723 výzdobu dnešního Poděbradova náměstí v nedalekém městě Hlinsko. Po první světové válce byla celá skupina soch přemístěna do Kameniček, kde došlo k jejímu rozdělení (sochy světců lemují na hřbitově přístupovou cestu k hlavnímu vstupu do kostela Nejsvětější Trojice, krucifix zaujímá místo před vstupní branou do areálu kostela.

## Popis
Pískovcový barokní krucifix je usazený v mírném svahu nad silnicí, před vstupem do areálu areálu hřbitova a kostela Nejsvětější Trojice v Kameničkách.
Na nízkém hranolovém podstavci s vypouklým čelem stojí užší pískovcový pilíř s boky ozdobenými volutami a zakončený nahoře ve středu obloukovitě vzepjatou profilovanou římsou. Vypouklou čelní stranu pilíře zdobí rámeček s kartuší s reliéfem Panny Marie.
Na římse pilíře stojí na profilovaně prohnutém podstavci vlastní pískovcový kříž se zlaceným drobným korpusem Krista a zlaceným nápisem INRI nad jeho hlavou. Ramena kříže mají jetelovité zakončení. Spodek krucifixu je ozdoben volutami s reliéfem mušle.
V roce 2021 byl krucifix spolu se sochami světců na hřbitově před vstupem do kostela celkově restaurován.

## Galerie

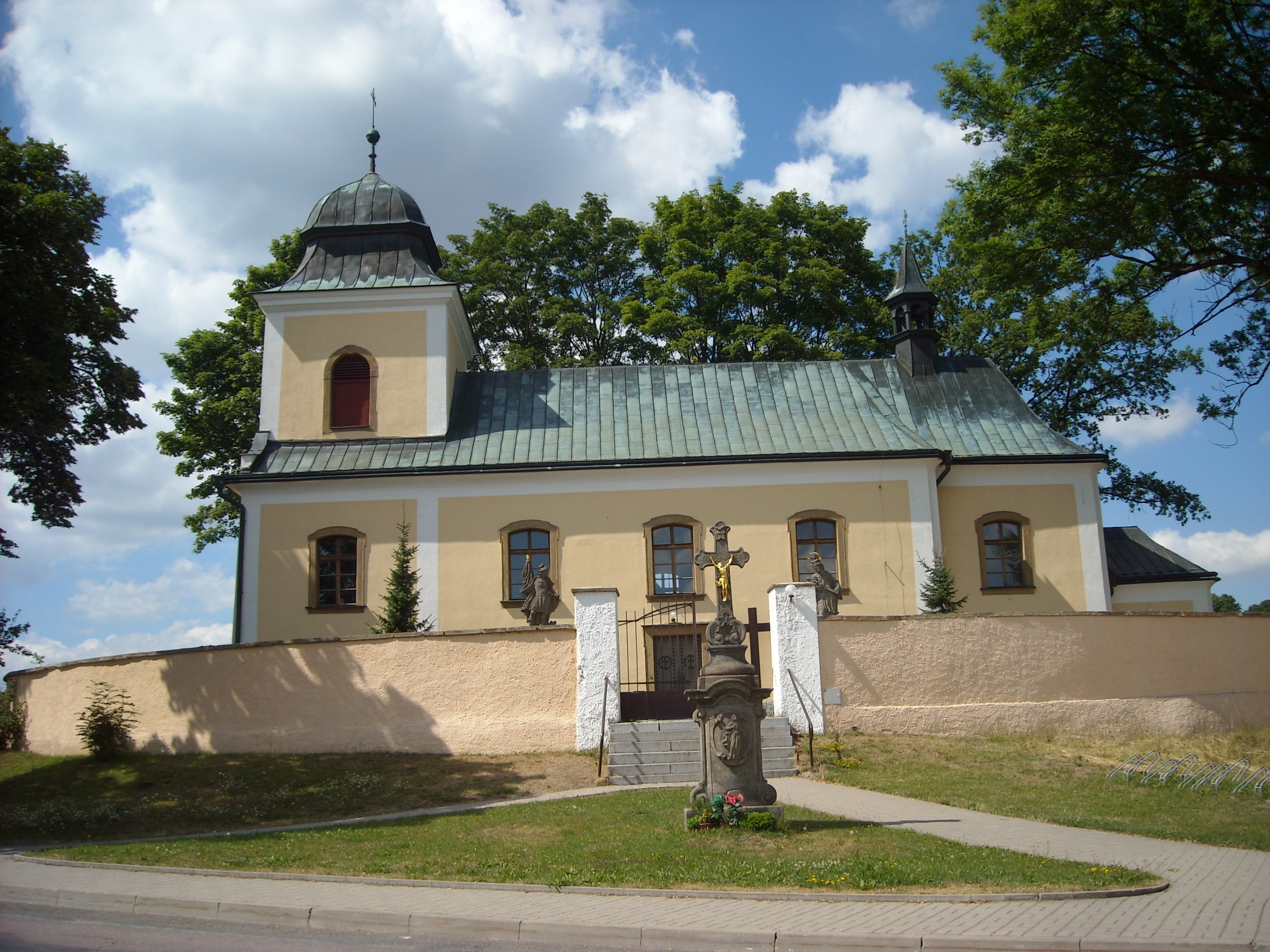
pohled na krucifix spolu s kostelem Nejsvětější Trojice v Kameničkách
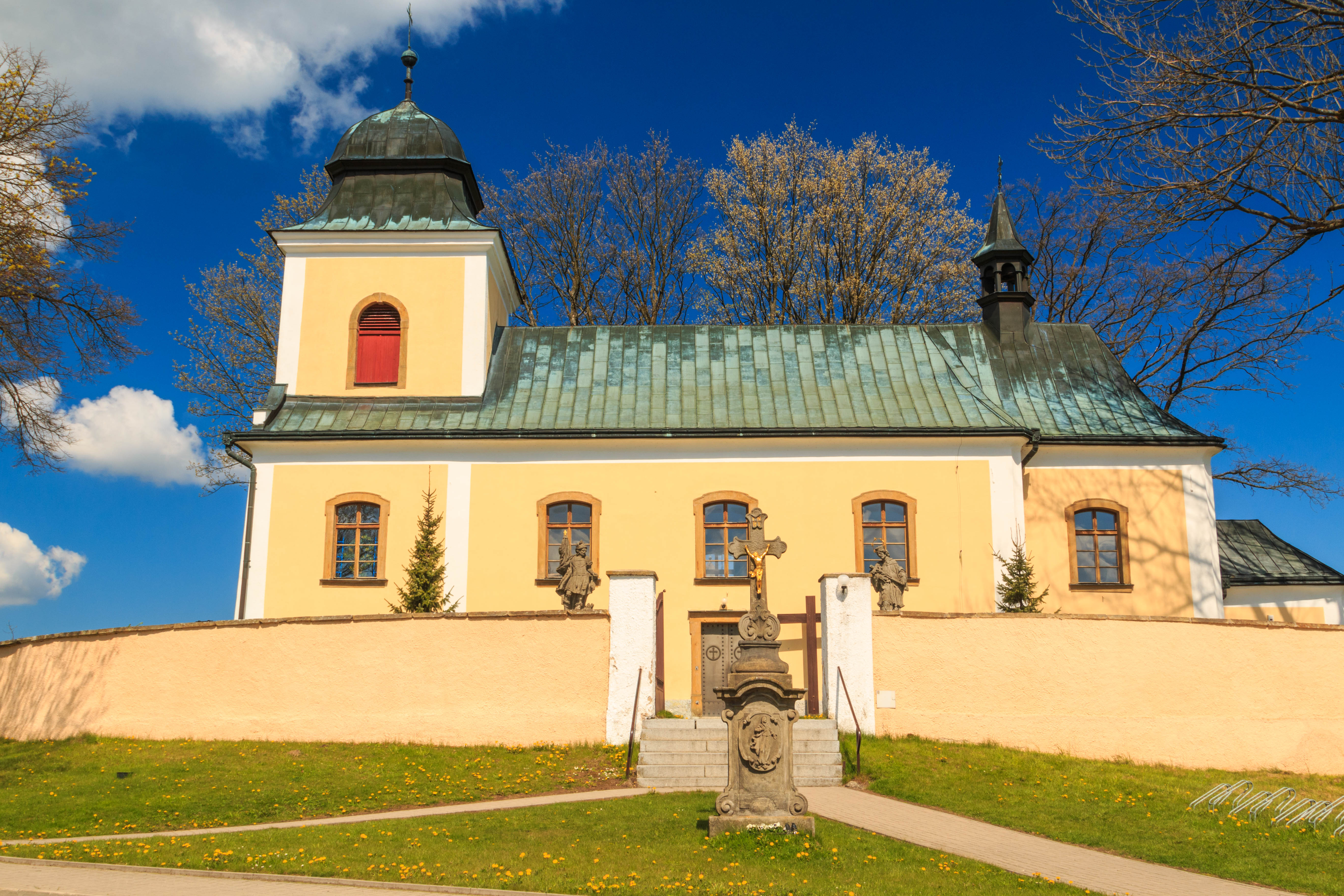
pohled na krucifix spolu s kostelem Nejsvětější Trojice v Kameničkách